# Bokordići
Bokordići is een plaats in de gemeente Svetvinčenat in de Kroatische provincie Istrië. De plaats telt 85 inwoners (2001).